# Chemnitz-Einsiedel

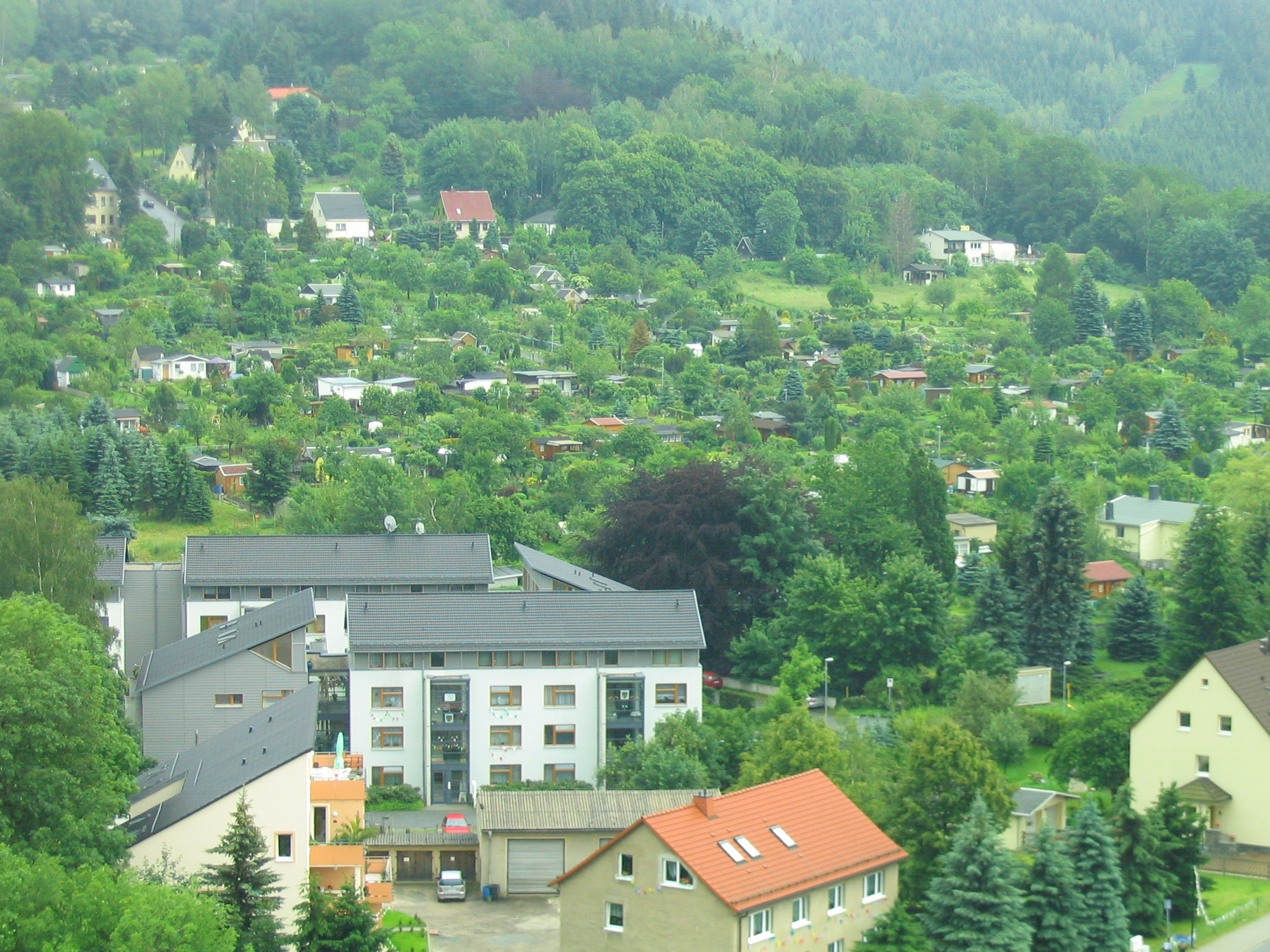
Blick auf Einsiedel vom Turm der Schule Richtung Gartenanlage

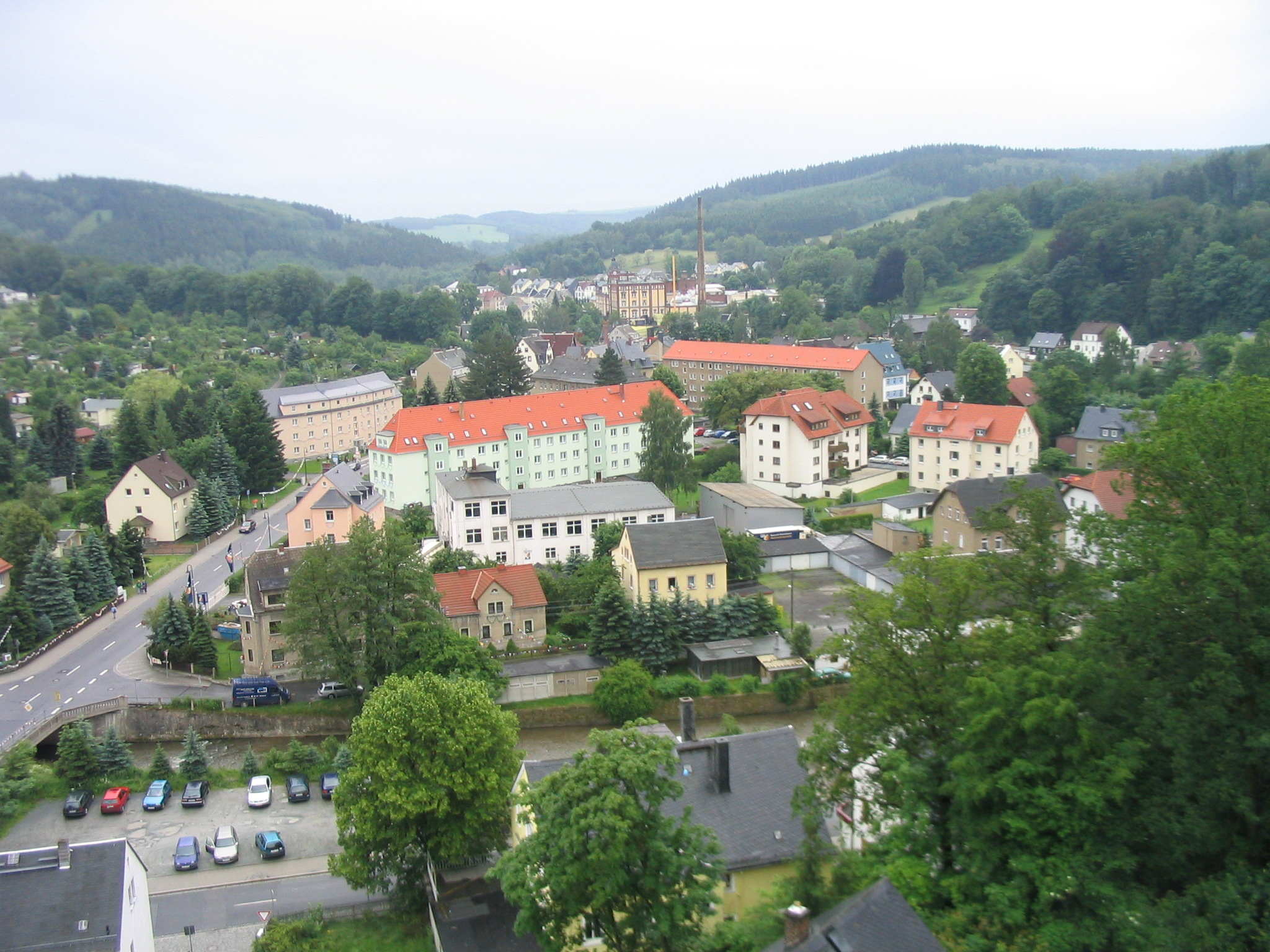
Blick auf Einsiedel vom Turm der Schule Richtung Brauerei

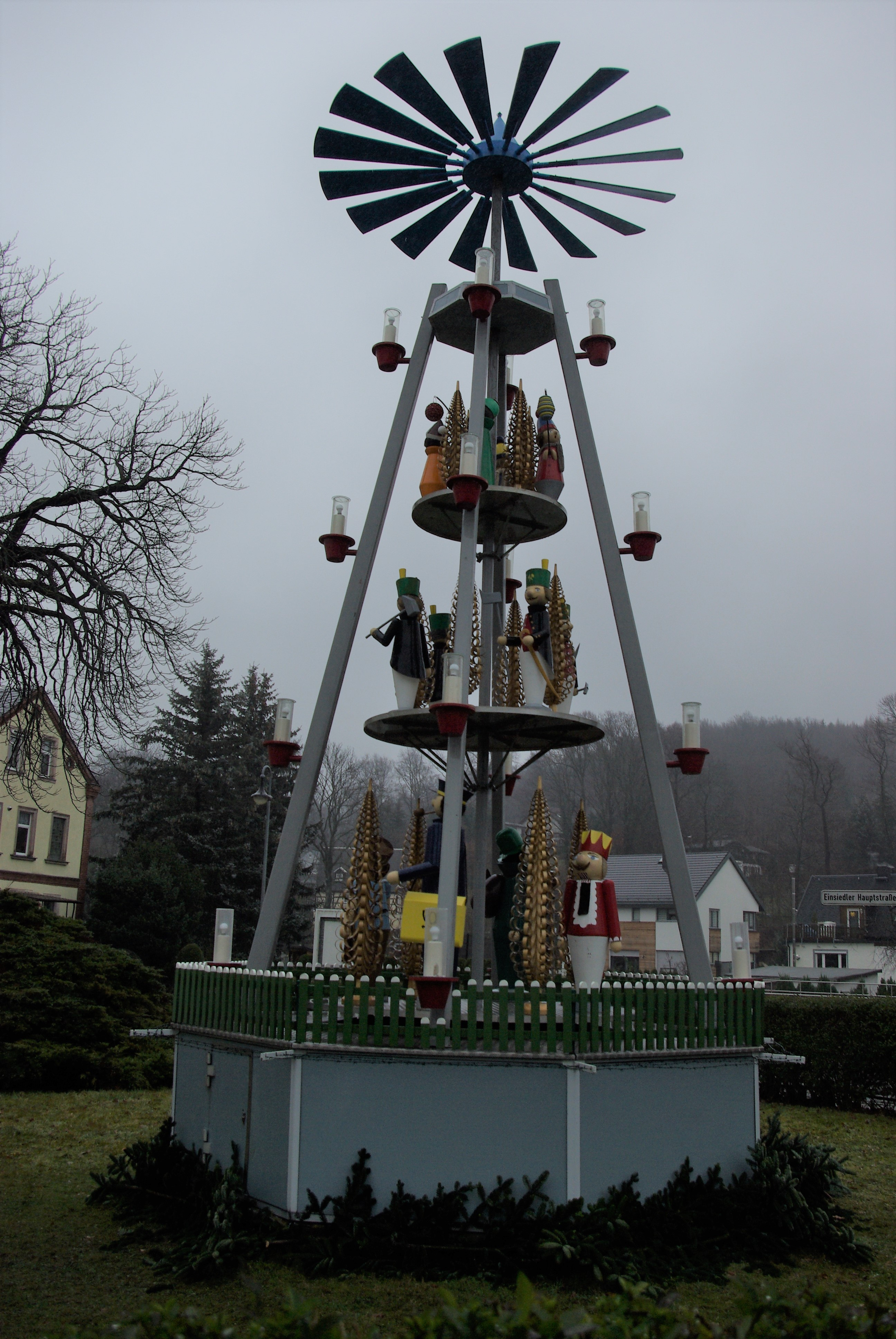
Ortspyramide Einsiedel

Einsiedel ist mit seinem 1935 eingemeindeten Ortsteil Berbisdorf seit 1. Januar 1997 ein Stadtteil von Chemnitz in Sachsen. Überregional bekannt sind die Brauerei „Einsiedler Brauhaus“ und die Trinkwassertalsperre Einsiedel.

## Geographie

### Geographische Lage
Einsiedel liegt im Südosten von Chemnitz im Tal der Zwönitz an der Nordrandstufe des Erzgebirges bei Chemnitz (Naturraum Mittleres Erzgebirge). In der östlichen Ortsflur befindet sich die Talsperre Einsiedel. Der Ortsteil Berbisdorf schließt sich im Westen an Einsiedel an.

### Nachbarorte
| Harthau     | Erfenschlag                                 | Adelsberg                 |
| Klaffenbach | Kompassrose, die auf Nachbargemeinden zeigt | Kleinolbersdorf-Altenhain |
| Eibenberg   |                                             | Dittersdorf               |

Eibenberg gehört zur Gemeinde Burkhardtsdorf, Dittersdorf zur Gemeinde Amtsberg, beide im Erzgebirgskreis gelegen. Die übrigen Nachbarte westlich, nördlich und östlich von Einsiedel sind ebenfalls Stadtteile von Chemnitz.

## Geschichte
Einsiedel wurde vermutlich schon um 1200 als Waldhufendorf gegründet und erstmals 1254 als Kleine Einsiedelsche Pflege urkundlich erwähnt. Im Jahr 1299 wurde ein Guntherus de Einsidelen und ein Herrensitz genannt. Zur Herrschaft Einsiedel gehörten die Orte Erfenschlag, Reichenhain, Dittersdorf, Weißbach, Kemtau und Einsiedel selbst. Im Jahr 1439 wurden die Herren von Einsiedel als Besitzer der Dörfer Reichenhain, Kemtau, Einsiedel und Erfenschlag genannt. Bezüglich der Grundherrschaft gehörte Einsiedel ab 1551 zum Rittergut Scharfenstein und ab 1696 zusammen mit Weißbach, Dittersdorf, Kemtau, Reichenhain und Erfenschlag zur Grundherrschaft Weißbach mit Dittersdorf im kursächsischen bzw. königlich-sächsischen Amt Wolkenstein. Erst 1832 kam Einsiedel zum königlich-sächsischen Amt Chemnitz. Ab 1856 gehörte der Ort zum Gerichtsamt Chemnitz und ab 1875 zur Amtshauptmannschaft Chemnitz.
Bis zum 18. Jahrhundert hinein landwirtschaftlich geprägt, wandelte sich das Ortsbild ab etwa 1820 spürbar. In jenen Jahren wurden die ersten Strumpffabriken und Spinnereien in Einsiedel errichtet – das Zeitalter der Industrialisierung begann. Der nächste, große Aufschwung kam 1875 mit dem Anschluss an das Eisenbahnnetz der Bahnstrecke Chemnitz–Aue–Adorf (Vogtl).
Der 1381 erstmals urkundlich erwähnte Ort Berbisdorf wurde 1935 nach Einsiedel eingemeindet. Die Besiedlung von Berbisdorf fand vermutlich bereits ca. 100 Jahre vor der ersten urkundlichen Erwähnung statt. Der Name Berbisdorf ist wahrscheinlich auf einen der ersten Siedler namens Berwig zurückzuführen. Mehrere Jahrhunderte lang war Berbisdorf ein reines Bauerndorf und blieb es bis gegen Ende des 19. Jahrhunderts. Durch den Zusammenschluss vergrößerte sich Einsiedel auf fast 1050 Hektar, die Einwohnerzahl stieg um 831 auf 6176.
Bei Luftangriffen auf Chemnitz am 5. März 1945 wurde auch Einsiedel zu 93 % zerstört. Der Ort gilt damit als die am stärksten zerstörte Gemeinde Sachsens. Auch die Jakobi-Kirche samt Turm brannte bei dem Angriff aus.
Durch die zweite Kreisreform in der DDR kam die Gemeinde Einsiedel mit Berbisdorf im Jahr 1952 zum Kreis Chemnitz-Land im Bezirk Chemnitz (1953 in Kreis Karl-Marx-Stadt-Land und Bezirk Karl-Marx-Stadt umbenannt), der ab 1990 als sächsischer Landkreis Chemnitz fortgeführt wurde. Bei der Auflösung des Landkreises Chemnitz kam die Gemeinde Einsiedel mit Berbisdorf im Jahr 1994 zum Landkreis Stollberg. Durch die Eingemeindung nach Chemnitz bilden Einsiedel und Berbisdorf seit dem 1. Januar 1997 die Chemnitzer Ortschaft Einsiedel.

## Politik

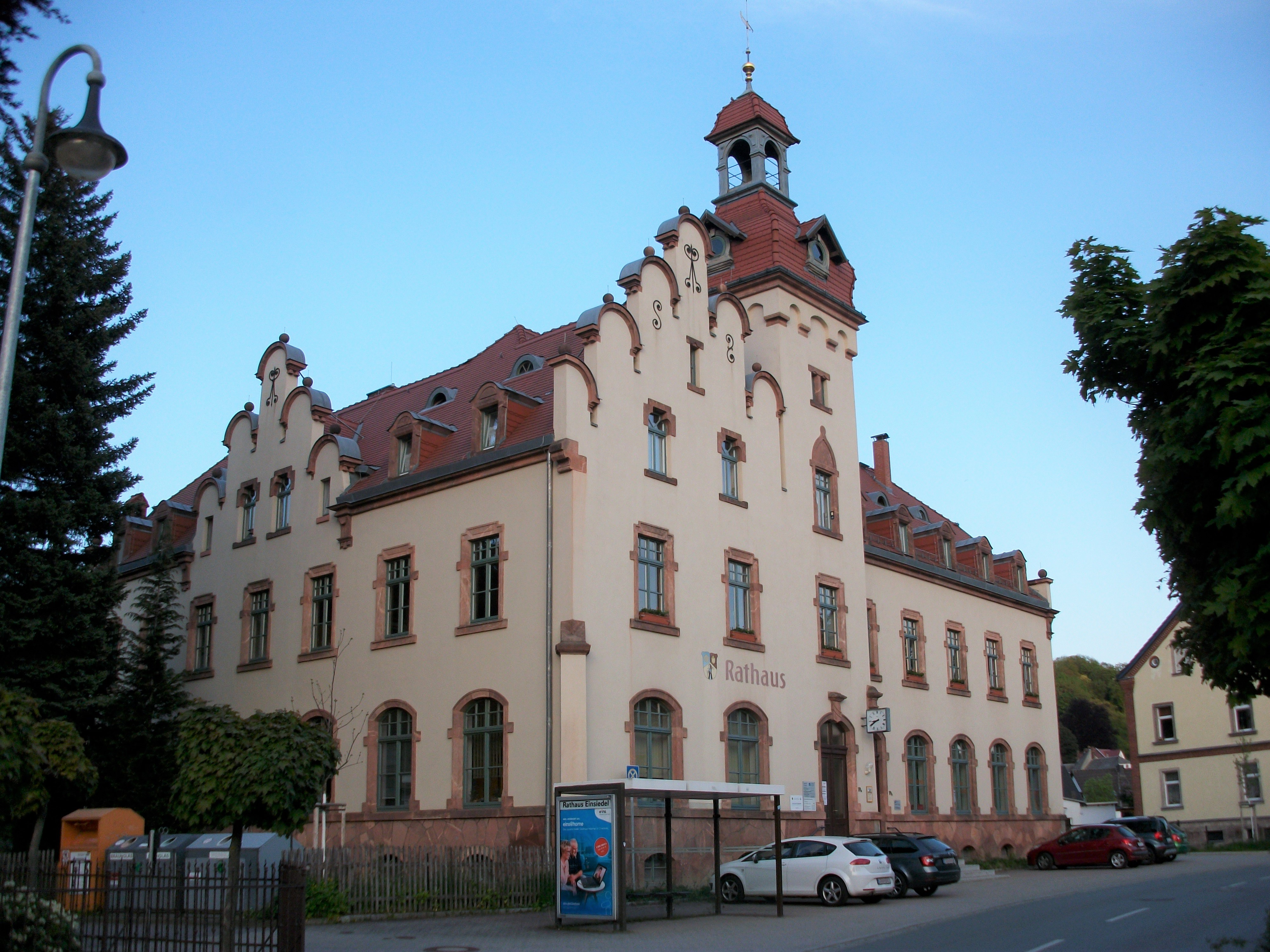
Rathaus Einsiedel

| Ortschaftsratswahl Einsiedel 2019Wahlbeteiligung: 73,6 % 403020100 33,6 %27,0 %24,4 %7,6 %7,4 %n. k. % CDUBLbH+GcPro C.DSUdGrüneLinkeGewinne und Verlusteim Vergleich zu 2014 %p 8 6 4 2 0 −2 −4 −6 −8−10−12−14−16+5,9 %p−9,1 %p+7,0 %p+3,6 %p+7,4 %p−14,9 %pCDUBLH+GPro C.DSUGrüneLinkeAnmerkungen:b Bürgerlistec Haus+Grund Einsiedel e. V.d Bürgerbewegung Pro Chemnitz.DSU | Sitzverteilung im Ortschaftsrat Einsiedel seit 2019Insgesamt 12 Sitze - Grüne: 1 - H+G: 3 - BL: 3 - CDU: 4 - Pro C.DSU: 1 |

## Einsiedler Wappen
1938/39 verlieh man an 16 sächsische Gemeinden neue Wappen. Für Einsiedel geschah das durch Verordnung des Reichsstatthalters in Sachsen. Am 11. November 1938 ist der Gemeinde Einsiedel die Genehmigung zur Führung eines
W a p p e n s aufgrund von § 11 Abs. 2 der Deutschen Gemeindeordnung verliehen worden. Dieses Wappen hat der Kunstmaler Böhmert in Dresden entworfen. Es zeigt in goldenem gegabelten Schilde einen schwarz und blau gekleideten Einsiedler mit der Hacke über der Schulter und Stock in der Rechten, im vorderen Teil des gegabelten Schildes in blau ein goldenes Zahnrad, im hinteren Teil in schwarz ein goldenes Pflugeisen. Redendes Wappen, das daneben die industrielle Gegenwart und den bäuerlichen Ursprung des Ortes zum Ausdruck bringt. Dazu ist die Gemeinde berechtigt, eine Flagge in den Farben gold (gelb) und blau zu führen. Maßgebend für die Wappen und Flaggenverleihung war die Tatsache, dass durch Neuordnung der Gemeinde im Dritten Reich und durch die damit zusammenhängende Eingliederung der früheren Gemeinde Berbisdorf in die Gemeinde Einsiedel das Gemeinwesen nicht nur in seiner räumlichen Ausdehnung, sondern auch in seiner wirtschaftlichen Zusammensetzung einen Abschluss gefunden hat.

## Das Einsiedler Brauhaus

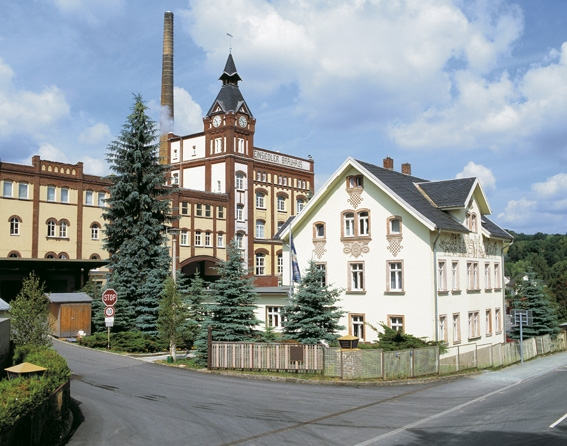
Einsiedler Brauerei

Am 29. August 1885 gründete der Maschinenfabrikant Emil Schwalbe das Einsiedler Brauhaus, das bis heute einen der markantesten Punkte in Einsiedel darstellt. Im Zuge der Einführung des Chemnitzer Modells (Stufe 2) erhielt das Brauhaus im Jahr 2022 einen eigenen Haltepunkt an der Bahnstrecke Chemnitz–Adorf.

## Gedenkstätten
- Kriegerdenkmal Unseren Helden 1914–18 auf dem Friedhof am Harthauer Weg
- Gedenkstätte der Toten der Kriege 1870/71 und 1914–18 im Ortsteil Berbisdorf (Sedantafel und Kriegerdenkmal)
- Mahnmal auf dem August-Bebel-Platz für die Opfer des Faschismus
- Gedenktafel am Wohnhaus Kurt-Franke-Straße 10 zur Erinnerung an den kommunistischen NS-Gegner Kurt Franke, der 1944 im KZ Mauthausen ermordet wurde

## Ehemaliges Pionierlager
Nach dem Zweiten Weltkrieg fanden erstmals Ferienaufenthalte in Zelten auf dem Grundstück am Dittersdorfer Weg statt, das bereits 1916 durch den Einsiedler Arbeiterturnverein Germania e. V. von einem Bauern erworben wurde. Im Jahr 1951 wurde das Zeltlager erheblich erweitert und als Zentrales Pionierlager Palmiro Togliatti offiziell eröffnet. 1977 wurden massive Gebäude errichtet. Seit 1991 dient das Gelände einer gemeinnützigen Bildungseinrichtung zu Fortbildungs- und Umschulungszwecken.

## Kirchen
Nach Einführung der Reformation in Sachsen wurde Johann Marschner im Jahr 1547 erster evangelischer Pfarrer in Einsiedel.
Im Jahr 2000 wurde die Schwesterkirchgemeinde „Einsiedel – Reichenhain mit Erfenschlag und Berbisdorf“ gebildet.

### Kirche St. Jakobi in Einsiedel
Die Weihe der von Zimmermann Ch. F. Uhlig aus Altenhain ab 1822 als rechteckigen Putzbau mit wertvoller Innenausstattung errichteten Kirche erfolgte 1827. Dieser Bau ersetzte eine sehr baufällig gewordene ca. 500 Jahre alte Chorturmkirche. Uhlig verwendete klassizistische Dreiecksgiebel auf toskanischen Säulen und toskanische Pilaster, um dem Bau eine klassische Würde zu verleihen. Einem Bombenangriff am 5. März 1945 auf Chemnitz fiel auch die Kirche St. Jakobi zum Opfer. Lediglich die Umfassungsmauern des Kirchenschiffes und des Turmes blieben erhalten. Nach dem Zweiten Weltkrieg wurden über einen langen Zeitraum große Anstrengungen zum Wiederaufbau unternommen. 1949 bekam der Turm ein Behelfsdach und es konnten neue Glocken beschafft werden. 1953 bis 1958 wurde ein Stahldachstuhl errichtet und der Turm in vereinfachter Form aufgebaut. Die Pläne zum Wiederaufbau stammten von Dr. Georg Laudeley aus Chemnitz. Bis 1966 wurde die Außenarchitektur wiederhergestellt, das Innere in moderner, nüchterner Form unter sparsamen Einsatz schmückender Elemente. Mit Ausnahme der Turmhaube wurde beim Wiederaufbau die äußere Form der Kirche im Wesentlichen originalgetreu wiederhergestellt. An der großen Wandfläche hinter dem Altar gestaltete der Wachauer Kunstmaler Werner Juza ein zeitgenössisches Gemälde. Seit 1977 ist eine zweimanualige Orgel der Firma Eule aus Bautzen mit 19 Registern und 1248 Pfeifen eingebaut. Die Kirche befindet sich am Harthauer Weg.

## Bildung
In Einsiedel befindet sich eine Grundschule und ein Gymnasium. 

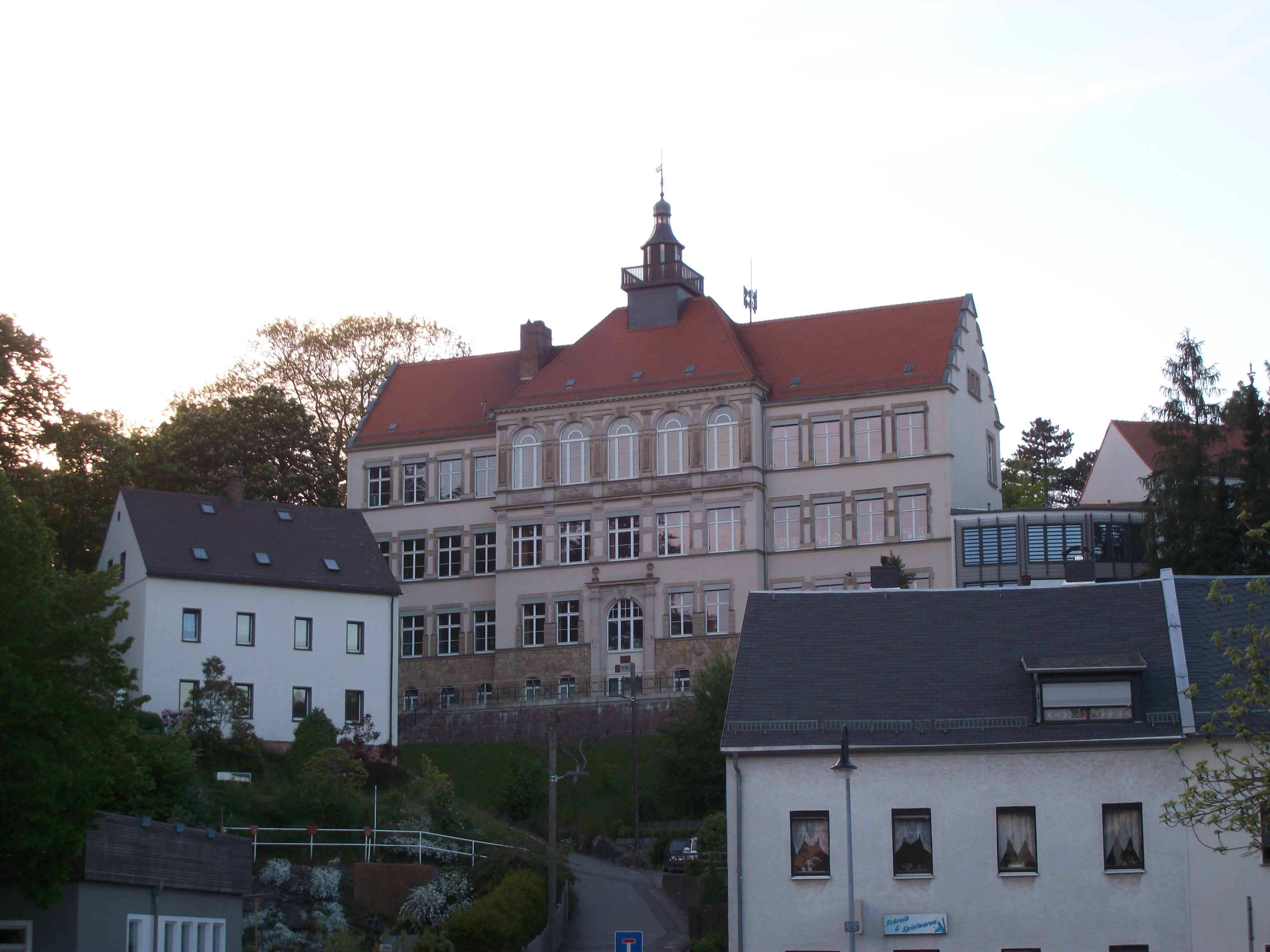
Grundschule Einsiedel
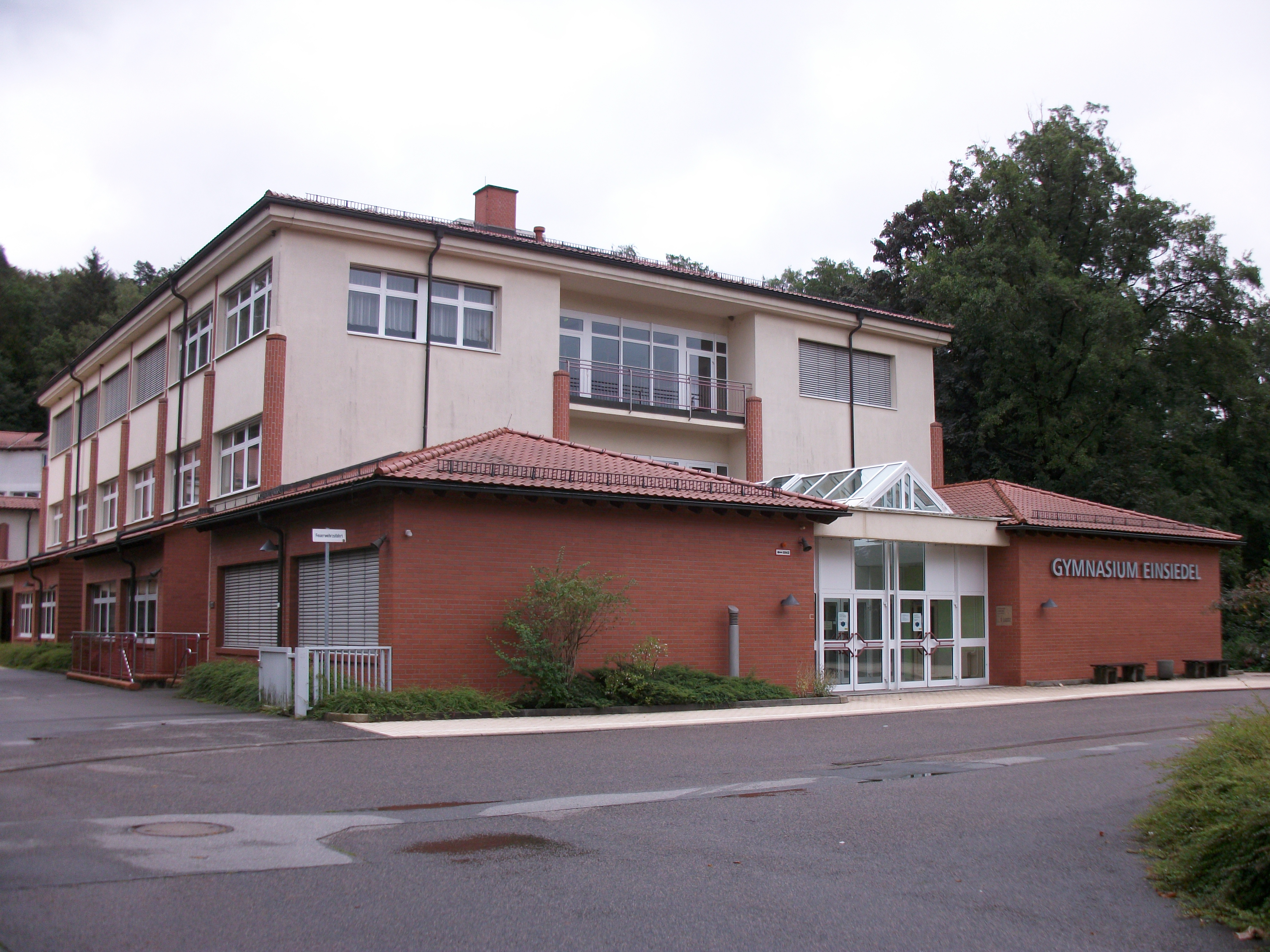
Gymnasium Einsiedel
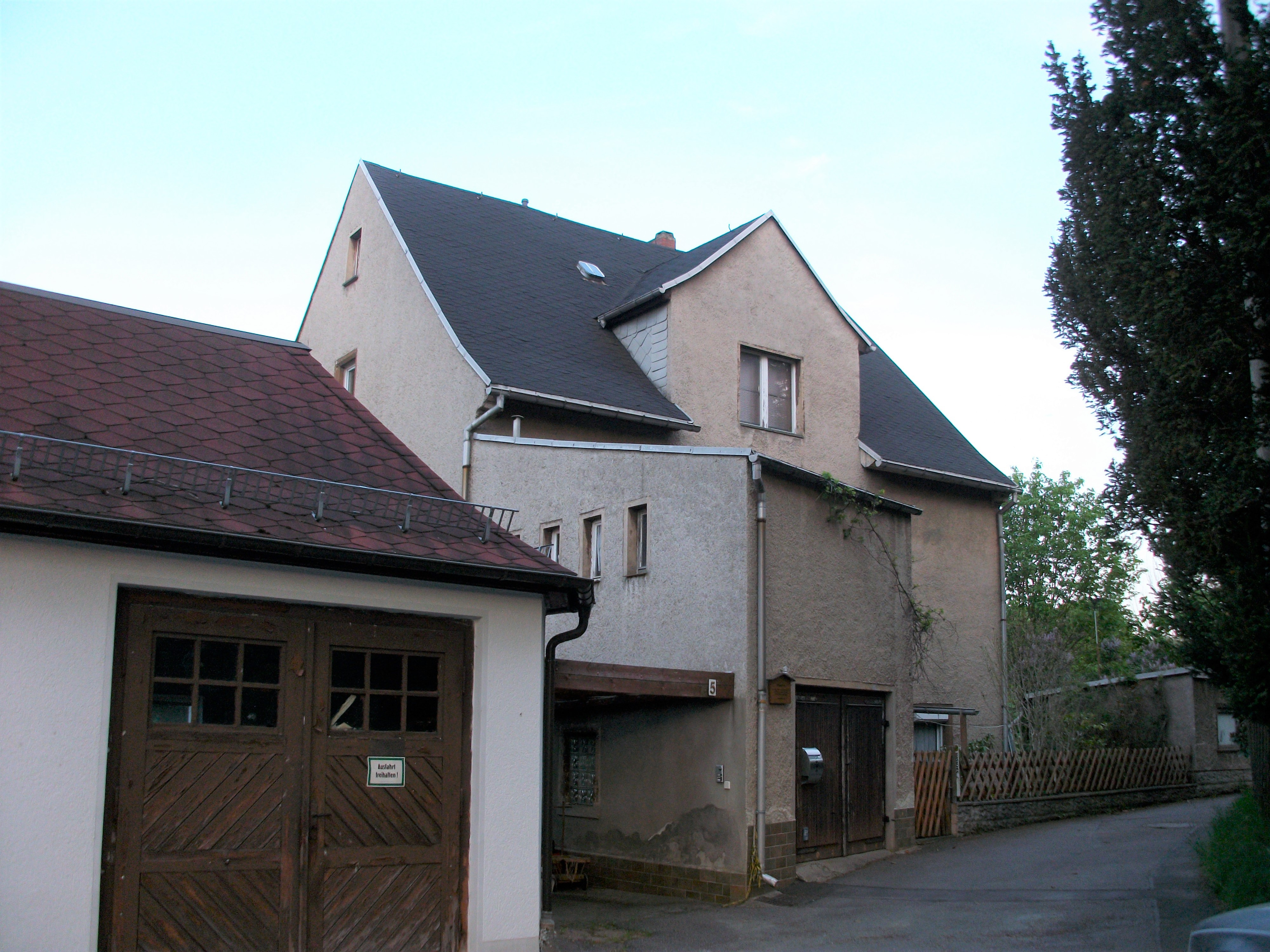
Ehemalige Schule Einsiedel (Königsschule)

## Vereinsleben
- Verein Berbisdorf e. V.
- Freiwillige Feuerwehr Einsiedel
- Freunde der Freiwilligen Feuerwehr Einsiedel 1879 e. V.
- SV Viktoria 03 Einsiedel
- Einsiedler Skiverein
- Kegelsportverein 90 Einsiedel e. V.
- Einsiedler Gewerbeverein e. V.
- Förderverein Gymnasium Einsiedel e. V.
- Verein der Haus-, Wohnungs- und Grundstückseigentümer e. V.
- Heimatverein „Spießgeselle“ e. V.
- Kinder- und Jugendclub Einsiedel (KINDERLAND Sachsen e. V.)
- Seniorenclub/Begegnungsstätte der Heim gGmbH
- Rassekaninchenzüchterverein Einsiedel
- Kleingartenanlage Waldesrauschen "Einsiedel" e. V.

## Verkehr
Einsiedel wird im Westen durch die Bundesstraße 95 begrenzt. Die Ortsflur reicht im Osten fast bis an die Bundesstraße 174. Der Stadtteil ist durch verschiedene Möglichkeiten gut an das Netz des ÖPNV angebunden:
| 76          | Altchemnitz – Einsiedel – Berbisdorf – Eibenberg                                                             |
| S92         | Klaffenbach – Altchemnitz – Einsiedel (nur im Schülerverkehr (vorher Einzelfahrt Linie 53 über Klaffenbach)) |
| 208         | Altchemnitz – Einsiedel – Gelenau – Thum – Ehrenfriedersdorf                                                 |
| 211         | Omnibusbahnhof – Berbisdorf – Burkhardtsdorf – Thalheim – Zwönitz – Schwarzenberg (nur im Schülerverkehr)    |
| 212         | Berbisdorf – Burkhardtsdorf – Meinersdorf (nur im Schülerverkehr)                                            |
| 235         | Zschopau – Einsiedel – Funkstraße (nur im Schülerverkehr)                                                    |
| C13 und C14 | Chemnitz Hbf – Einsiedel – Thalheim (Erzgeb) – Aue (Sachs)                                                   |

Die Buslinien 76 und S92 werden von der Chemnitzer Verkehrs-AG bedient, die übrigen Buslinien von der Regionalverkehr Erzgebirge GmbH. Die Linien C13 und C14, mit denen Einsiedel Anfang 2022 ins Chemnitzer Modell eingebunden wurde, bedient die City-Bahn Chemnitz.

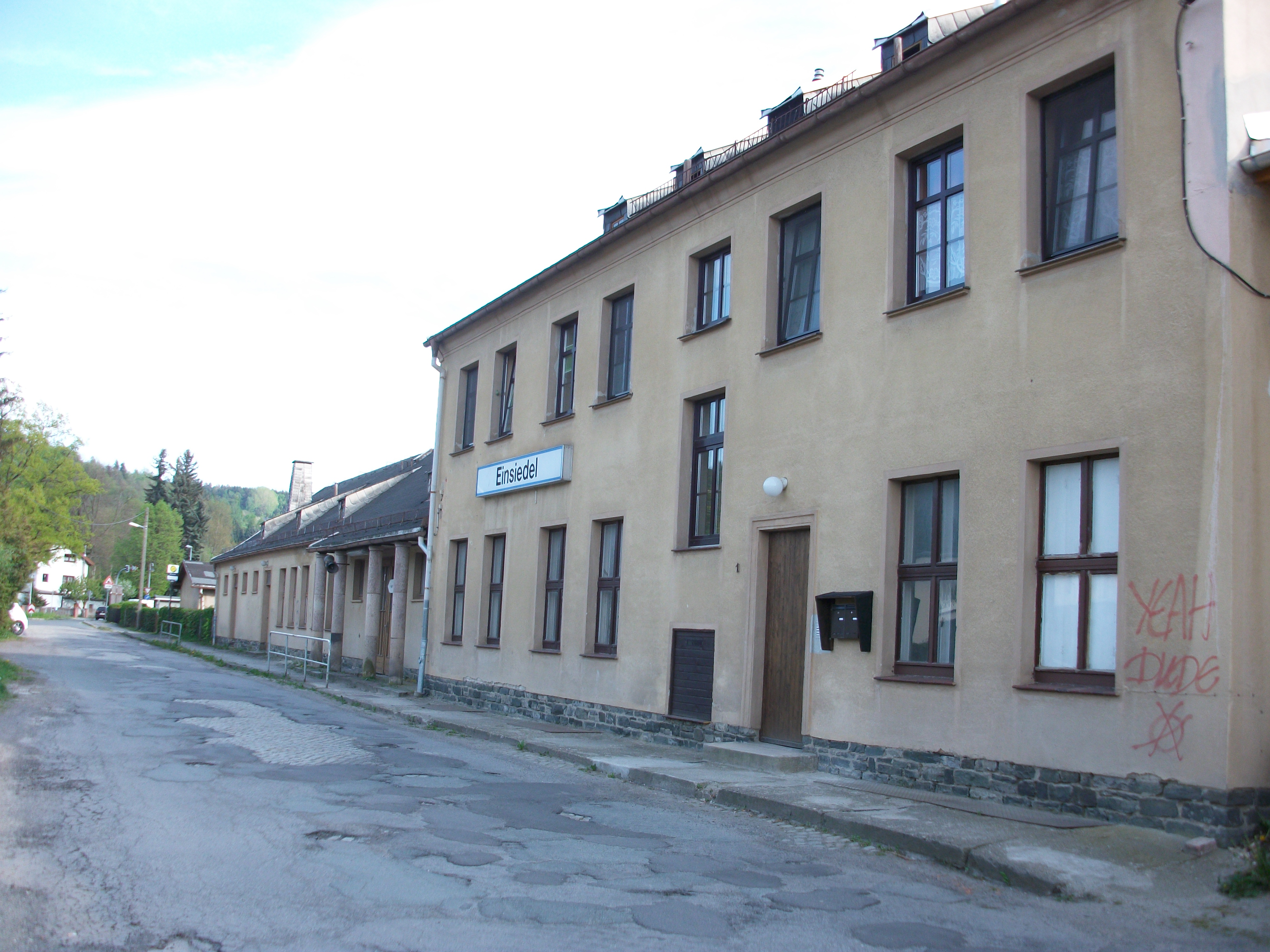
Bahnhof Einsiedel (früheres Empfangsgebäude), Straßenansicht (2016)
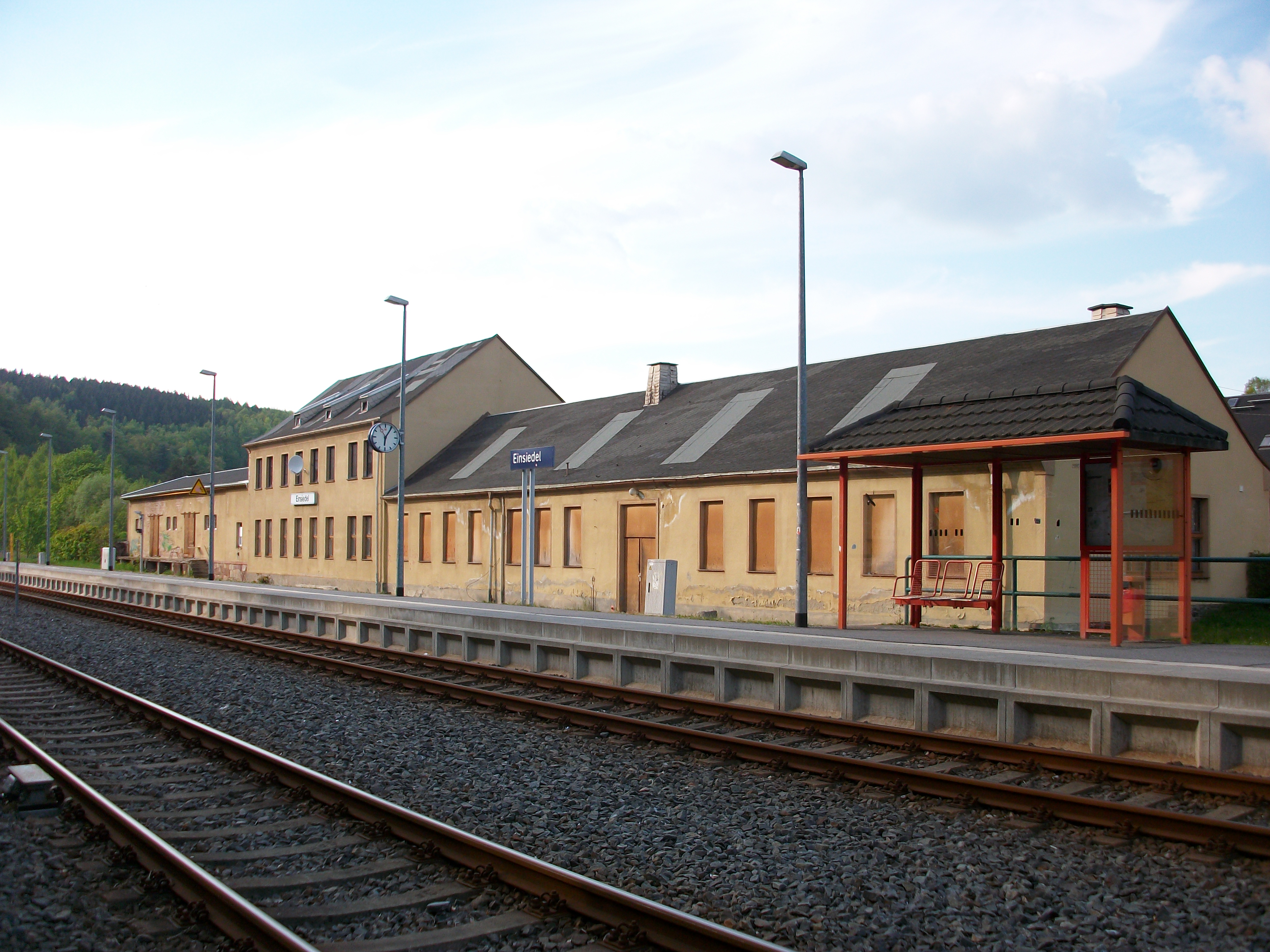
Bahnhof Einsiedel (früheres Empfangsgebäude), Gleisansicht (2016)
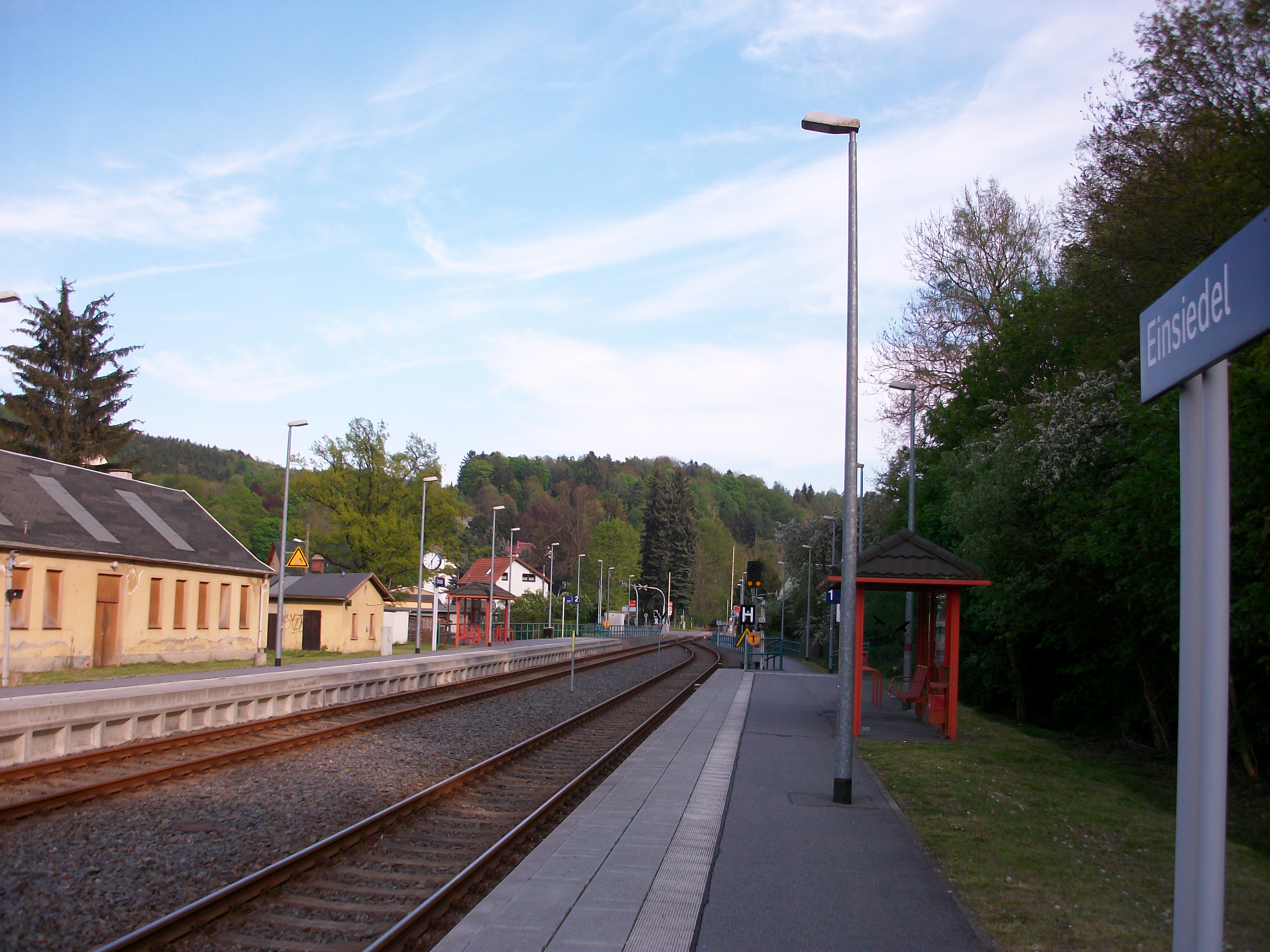
Gleisanlagen des Bahnhofs Einsiedel (2016)
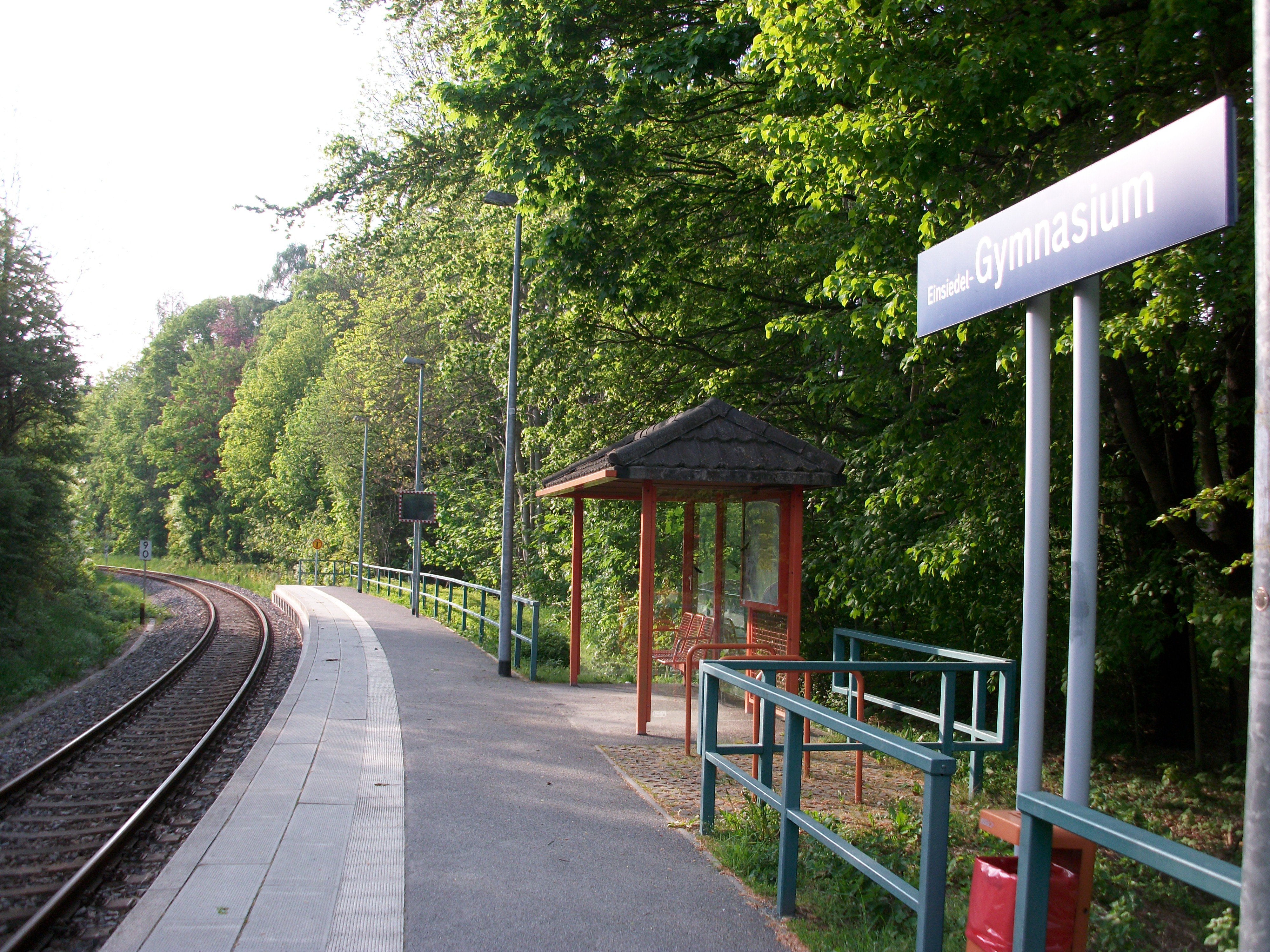
Haltepunkt Einsiedel Gymnasium (2016), alter Standort bis 2018
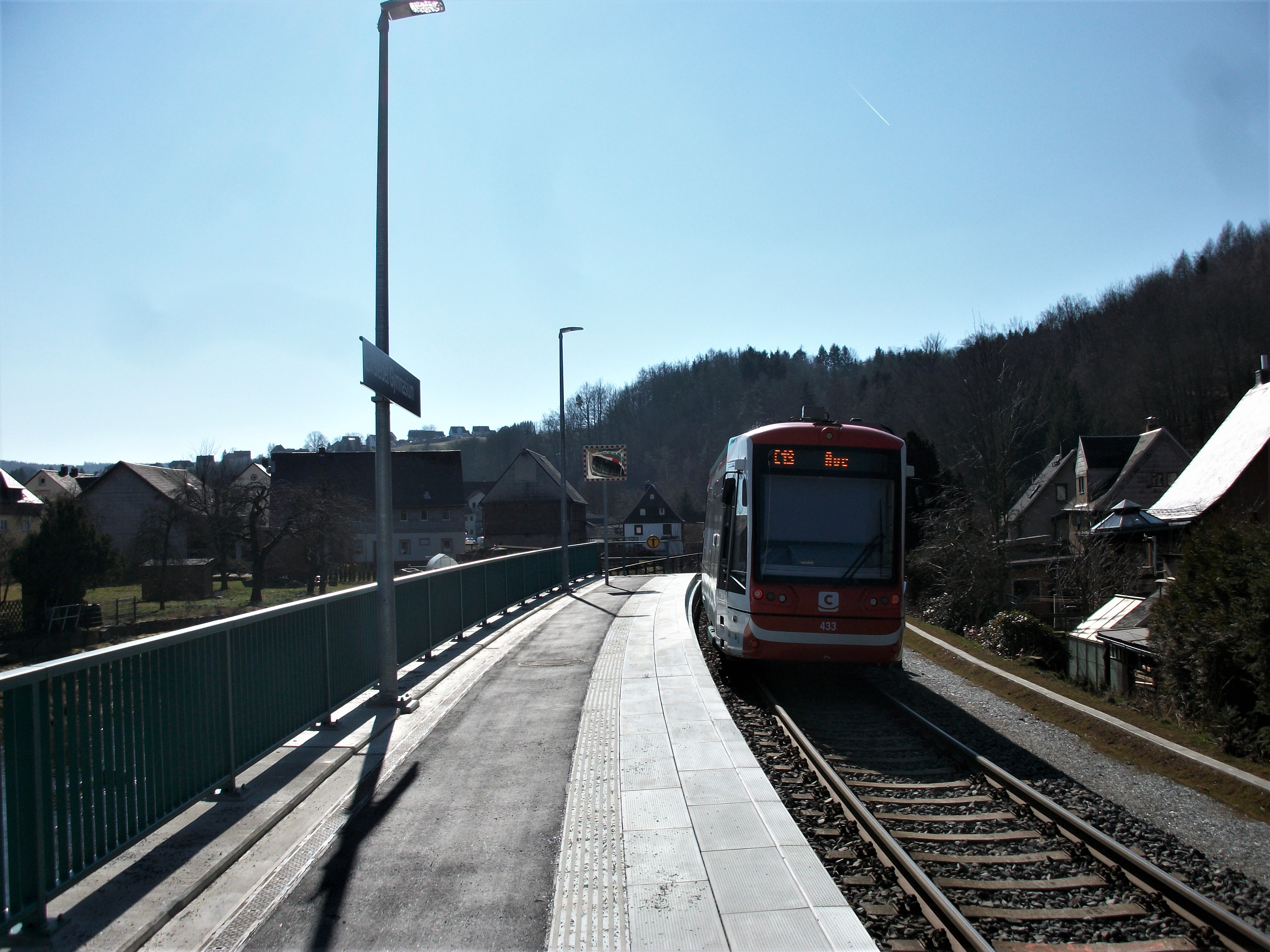
Haltepunkt Einsiedel Gymnasium, neuer Standort seit 2022 mit City-Bahn nach Aue (Sachs)
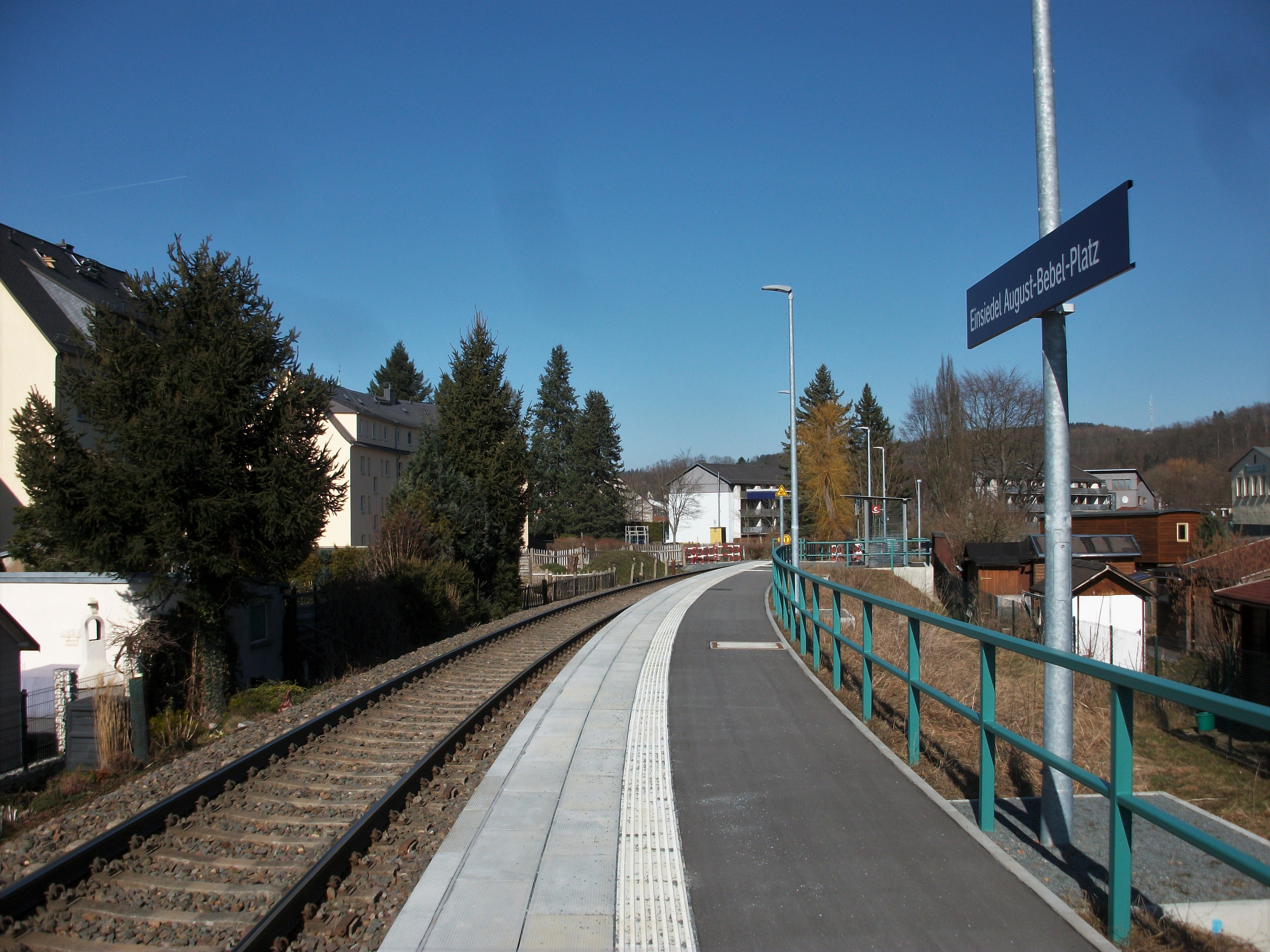
Haltepunkt Einsiedel August-Bebel-Platz (2022)
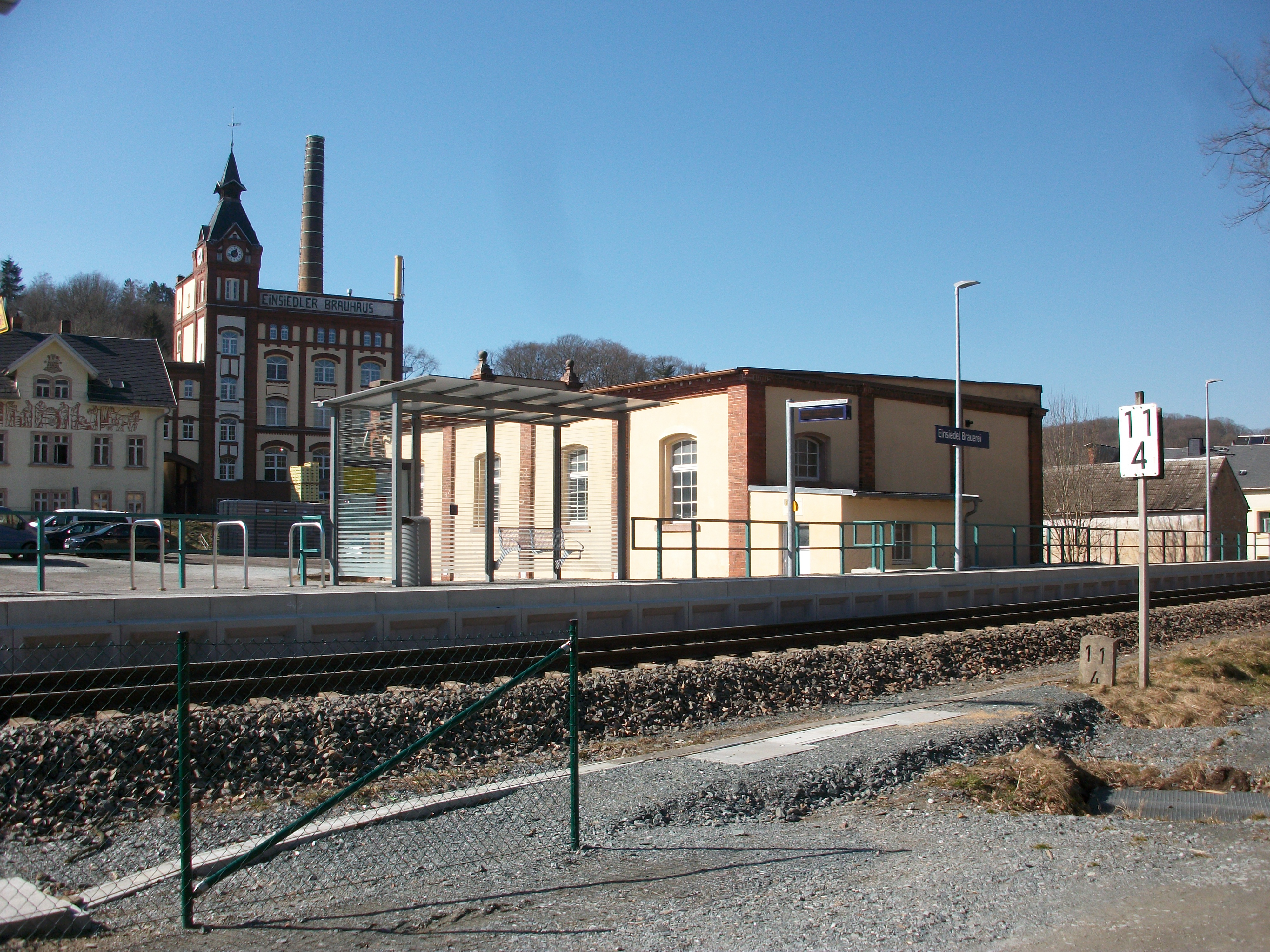
Haltepunkt Einsiedel Brauerei (2022)

## Persönlichkeiten
- Johannes Kinder (1912–1976), nationalsozialistischer Kriegsverbrecher und Stasi-Informant